# Aldo Gordini
Aldo Gordini (* 20. Mai 1921 in Bologna; † 28. Januar 1995 in Paris) war ein französischer Autorennfahrer.

## Karriere
Aldo Gordini war der Sohn von Amédée Gordini, dem Gründer von Gordini. Wie sein Vater kam Aldo in Italien zur Welt und übersiedelte mit seiner Familie nach dem Zweiten Weltkrieg nach Frankreich.
Aldo wuchs im Umfeld des Automobilbaus und des Motorsports auf und es war kein Wunder, dass auch er selbst seinen Weg in den internationalen Automobilsport fand. Aldo arbeitete bereits als Mechaniker bei Gordini, als er 1946 begann, Rennen zu fahren.
1950 fuhr Gordini den Type 11 bei einigen ausgewählten Formel-2-Rennen und wurde Dritter in Cadours und Fünfter in Aix-les-Baines. Gemeinsam mit Maurice Trintignant wurde er im selben Jahr auch beim Rennen in Roubaix Fünfter.
Das letzte Jahr von Aldo Gordini im Motorsport war die Saison 1951. In Reims fuhr er seinen einzigen Formel-1-Grand-Prix. Mit dem Type 15 schied er nach einem Getriebeschaden frühzeitig aus. Auch in Le Mans war Gordini am Start, ehe er sich vom Motorsport zurückzog. Mit Problemen an der Benzinpumpe musste er auch hier vorzeitig aufgeben.

## Statistik

### Statistik in der Automobil-Weltmeisterschaft

#### Gesamtübersicht
| Saison | Team           | Chassis     | Motor           | Rennen | Siege | Zweiter | Dritter | Poles | schn. Rennrunden | Punkte | WM-Pos. |
| ------ | -------------- | ----------- | --------------- | ------ | ----- | ------- | ------- | ----- | ---------------- | ------ | ------- |
| 1951   | Equipe Gordini | Gordini T11 | Gordini 1.5 L4s | 1      | −     | −       | −       | −     | −                | −      | NC      |
| Gesamt | Gesamt         | Gesamt      | Gesamt          | 1      | −     | −       | −       | −     | −                | −      |         |

#### Einzelergebnisse
| Saison | 1 | 2 | 3   | 4 | 5 | 6 | 7 | 8 |
| ------ | - | - | --- | - | - | - | - | - |
| 1951   |   |   |     |   |   |   |   |   |
|        |   |   | DNF |   |   |   |   |   |

| Legende  | Legende            | Legende                                                          |
| Farbe    | Abkürzung          | Bedeutung                                                        |
| -------- | ------------------ | ---------------------------------------------------------------- |
| Gold     | –                  | Sieg                                                             |
| Silber   | –                  | 2. Platz                                                         |
| Bronze   | –                  | 3. Platz                                                         |
| Grün     | –                  | Platzierung in den Punkten                                       |
| Blau     | –                  | Klassifiziert außerhalb der Punkteränge                          |
| Violett  | DNF                | Rennen nicht beendet (did not finish)                            |
| Violett  | NC                 | nicht klassifiziert (not classified)                             |
| Rot      | DNQ                | nicht qualifiziert (did not qualify)                             |
| Rot      | DNPQ               | in Vorqualifikation gescheitert (did not pre-qualify)            |
| Schwarz  | DSQ                | disqualifiziert (disqualified)                                   |
| Weiß     | DNS                | nicht am Start (did not start)                                   |
| Weiß     | WD                 | zurückgezogen (withdrawn)                                        |
| Hellblau | PO                 | nur am Training teilgenommen (practiced only)                    |
| Hellblau | TD                 | Freitags-Testfahrer (test driver)                                |
| ohne     | DNP                | nicht am Training teilgenommen (did not practice)                |
| ohne     | INJ                | verletzt oder krank (injured)                                    |
| ohne     | EX                 | ausgeschlossen (excluded)                                        |
| ohne     | DNA                | nicht erschienen (did not arrive)                                |
| ohne     | C                  | Rennen abgesagt (cancelled)                                      |
| ohne     | keine WM-Teilnahme |                                                                  |
| sonstige | P/fett             | Pole-Position                                                    |
| sonstige | 1/2/3/4/5/6/7/8    | Punktplatzierung im Sprint-/Qualifikationsrennen                 |
| sonstige | SR/kursiv          | Schnellste Rennrunde                                             |
| sonstige | *                  | nicht im Ziel, aufgrund der zurückgelegten Distanz aber gewertet |
| sonstige | ()                 | Streichresultate                                                 |
| sonstige | unterstrichen      | Führender in der Gesamtwertung                                   |

### Le-Mans-Ergebnisse
| Jahr | Team                | Fahrzeug           | Teamkollege | Platzierung | Ausfallgrund    |
| ---- | ------------------- | ------------------ | ----------- | ----------- | --------------- |
| 1950 | Automobiles Gordini | Simca-Gordini T15S | André Simon | Ausfall     | Getriebeschaden |
| 1951 | Equipe Gordini      | Simca-Gordini T15S | José Scaron | Ausfall     | Benzinpumpe     |